# Élections générales espagnoles de 1910
Les élections générales espagnoles de 1910 sont les élections à Cortès tenues en Espagne le dimanche 8 mai 1910, au suffrage universel masculin. Il s'agit des 13es élections sous l’égide de la Constitution de 1876, les 14es de la Restauration.
Comme lors de toutes les élections de cette période, elles donnent la majorité au parti nouvellement nommé au gouvernement, en l'occurrence le Parti libéral, gouvernement présidé par José Canalejas. Le résultat était en effet en grande partie déterminé à l'avance (« encasillado ») grâce à la fraude électorale systématique réalisée via le réseau de caciques déployé sur tout le territoire. En effet, dans le régime politique de la Restauration, les gouvernements changeaient avant les élections et non après, comme c'est normalement le cas dans un régime parlementaire,,.

## Composition du Congrès des députés
| ← Élections générales en Espagne, 8 mai 1910 →  |             |        |                                                                  |
| Jeu                                             | Pourcentage | Sièges | Leader                                                           |
| Parti libéral                                   | 43.4 %      | 215    | José Canalejas                                                   |
| Parti conservateur                              | 21.9 %      | 115    | Antonio Maura                                                    |
| Conjonction républicaine-socialiste             | 10.3 %      | 27     | Benito Pérez Galdós                                              |
| Union fédérale nationaliste républicaine (UFNR) | 5.3 %       | 11     | Josep Maria Vallès i Ribot                                       |
| Ligue régionaliste                              | 2.7 %       | 10     | Enric Prat de la Riba                                            |
| Communion traditionaliste (jaïmistes)           | 2.2 %       | 10     | Juan Vázquez de Mella                                            |
| Catholiques indépendants                        |             | 3      | Joaquín Ignacio de Arteaga y Echagüe XVIII marquis de Santillana |
| Parti intégriste                                |             | 2      | Manuel Senante                                                   |
| Parti d'union républicaine autonomiste (PURA)   |             | 1      | Félix Azzati                                                     |
| Nationalistes républicains catalans             |             | 1      | Francesc Macià                                                   |
| Indépendants                                    |             | 5      |                                                                  |
| Parti socialiste ouvrier espagnol (PSOE)        |             | 1      | Pablo Iglesias                                                   |
| Autres                                          |             | 2      |                                                                  |
| TOTAL                                           |             | 403    |                                                                  |